# Австралия на летних Олимпийских играх 2008

## Награды

### Золото
| Золото | |                                                          |
| №      | Спортсмен (-ы) | Вид спорта (дисциплина)                                  |
| 1      | Эмма Сноусилл | Триатлон (женщины)                                       |
| 2      | Кен Уоллес | Гребля (мужчины, гладкая вода, байдарки-одиночки, 500 м) |
| 3      | Стив Хукер | Лёгкая атлетика (мужчины,прыжки с шестом)                |
| 4      | Элис Речичи Тесса Паркинсон | Парусный спорт (женщины, 470)                            |
| 5      | Нейтан Вилмо Малком Пейдж | Парусный спорт (мужчины, 470)                            |
| 6      | Лизбет Трикетт | Плавание (женщины, 100 м баттерфляем)                    |
| 7      | Лизель Джонс | Плавание (женщины, 100 м брассом)                        |
| 8      | Стефани Райс | Плавание (женщины, 200 м комплексным плаванием)          |
| 9      | Стефани Райс | Плавание (женщины, 400 м комплексным плаванием)          |
| 10     | Стефани Райс Бронте Барратт Кайли Палмер Линда Маккензи Энджи Бейнбридж предварительный заплыв Мелани Шлангер предварительный заплыв Лара Дэвенпорт предварительный заплыв Фелисити Гальвез предварительный заплыв | Плавание (женщины, эстафета 4×200 м вольным стилем)      |
| 11     | Эмили Сибом Лизель Джонс Джессика Шиппер Лизбет Трикетт Тарни Уайт предварительный заплыв Фелисити Гальвез предварительный заплыв Шейн Риз предварительный заплыв                                                  | Плавание (женщины, комбинированная эстафета 4×100 м)     |
| 12     | Мэтью Митчем | Прыжки в воду (мужчины, вышка)                           |
| 13     | Дрю Гинн Дункан Фри | Академическая гребля (мужчины, двойки распашные)         |
| 14     | Дэвид Кроушей Скотт Бреннан | Академическая гребля (мужчины, парные двойки)            |

### Серебро
| Серебро | |                                                      |
| №       | Спортсмен (-ы) | Вид спорта (дисциплина)                              |
| 1       | Анна Мирз | Велоспорт (женщины, Спринт)                          |
| 2       | Эрин Филлипс Талли Бевилаква Дженнифер Скрин Пенни Тейлор Сьюзи Баткович Холли Грима Кристи Харроуэр Лора Саммертон Белинда Снелл Эмма Рэндалл Рохани Кокс Лорен Джексон     | Баскетбол (женщины)                                  |
| 3       | Жаклин Лоуренс | Гребля (женщины, слалом, байдарки-одиночки)          |
| 4       | Клейтон Фредерикс Лусинда Фредерикс Соня Джонсон Меган Джонс Шейн Роуз | Конный спорт (командное троеборье)                   |
| 5       | Салли Маклиллан | Лёгкая атлетика (женщины, 100 м с барьерами)         |
| 6       | Джаред Таллент | Лёгкая атлетика (Мужчины, ходьба на 50 км)           |
| 7       | Дэррен Бандок | Парусный спорт (мужчины, торнадо)                    |
| 8       | Имон Салливан | Плавание (мужчины, 100 м вольным стилем)             |
| 9       | Грант Хэкетт | Плавание (мужчины, 1500 м вольным стилем)            |
| 10      | Брентон Рикард | Плавание (мужчины, 200 м брассом)                    |
| 11      | Хейден Стоккел Брендон Рикард Эндрю Лотерстайн Имон Салливан — Эшли Делейни предварительный заплыв Кристиан Спренгер предварительный заплыв Адам Пайн предварительный заплыв | Плавание (мужчины, комбинированная эстафета 4×100 м) |
| 12      | Лизбет Трикетт | Плавание (женщины, 100 м вольным стилем)             |
| 13      | Лизель Джонс | Плавание (женщины, 200 м брассом)                    |
| 14      | Брайони Коул Мелисса У | Прыжки в воду (женщины, синхронные прыжки с вышки)   |
| 15      | Мэтт Райан Джеймс Мэрбёрдж Кэмерон МакКензи-МакХарг Фрэнсис Хеджерти | Академическая гребля (мужчины, четвёрки распашные)   |

### Бронза
| Бронза | |                                                           |
| №      | Спортсмен (-ы) | Вид спорта (дисциплина)                                   |
| 1      | Джемма Бэдсуорт Никита Кафф Сьюзи Фрейзер Таньель Гоферс Кейт Джинтер Эми Хетзел Бронуэн Нокс Эмма НоксНокс Алисия Маккормак Мелисса Риппон Ребекка Риппон Дженна Санторомито Миа Санторомито                  | Водное поло (женщины)                                     |
| 2      | Кен Уоллес | Гребля (мужчины, гладкая вода, байдарки-одиночки, 1000 м) |
| 3      | Лиза Олденхоф Ханна Дейвис Шанталь Мик Линдси Фогарти | Гребля (женщины, гладкая вода, байдарки-четвёрки, 500 м)  |
| 4      | Робин Белл | Гребля (мужчины, слалом, каноэ-одиночки)                  |
| 5      | Джаред Таллент | Лёгкая атлетика (Мужчины, ходьба на 20 км)                |
| 6      | Имон Салливан Эшли Каллус Мэтт Таргетт Эндрю Лотерстайн Лейт Броди предварительный заплыв Патрик Мёрфи предварительный заплыв                                                                                  | Плавание (мужчины, эстафета 4×100 м вольным стилем)       |
| 7      | Патрик Мёрфи Грант Хэкетт Грант Бритс Ник Фрост Лейт Броди предварительный заплыв Кирк Палмер предварительный заплыв                                                                                           | Плавание (мужчины, эстафета 4×200 м вольным стилем)       |
| 8      | Кейт Кэмпбелл | Плавание (женщины, 50 м вольным стилем)                   |
| 9      | Джессика Шиппер | Плавание (женщины, 100 м баттерфляем)                     |
| 10     | Джессика Шиппер | Плавание (женщины, 200 м баттерфляем)                     |
| 11     | Кейт Кэмпбелл Элис Миллс Мелани Шлангер Лизбет Трикетт Шейн Риз предварительный заплыв | Плавание (женщины, эстафета 4×100 м вольным стилем)       |
| 12     | Хейден Стекель | Плавание (мужчины, 100 м на спине)                        |
| 13     | Эндрю Лотерстайн | Плавание (мужчины, 100 м баттерфляем)                     |
| 14     | Джоди Боверинг Керри Вайборн Кайли Кронк Сэнди Льюис Симон Морроу Трейси Мосли Стейси Портер Белинда Райт Мелани Рош Жюстин Сметхёрст Даниэлла Стюарт Натали Титкам Натали Уорд Келли Харди Таня Хардинг       | Софтбол                                                   |
| 15     | Эмма Моффат | Триатлон (женщины)                                        |
| 16     | Кил Браун Тревис Брукс Дэвид Гест Лиам Де Янг Люк Дернер Беван Джордж Джейми Дуайер Фергюс Кавана Стивен Ламберт Эли Мэтисон Марк Ноулз Эдди Окендэн Эндрю Смит Мэтт Уэллс Роб Хэммонд Грант Шуберт Дес Эбботт | Хоккей на траве (мужчины)                                 |
| 17     | Робин Белл | Гребной слалом (мужчины, каноэ-одиночки)                  |

## Результаты соревнований

### Академическая гребля
В следующий раунд из каждого заезда проходили несколько лучших экипажей (в зависимости от дисциплины). В финал A выходили 6 сильнейших экипажей, остальные разыгрывали места в утешительных финалах B-F.
Мужчины
| Соревнование  | Спортсмены                  | Предварительный заезд | Предварительный заезд | Предварительный заезд | Отборочный заезд | Отборочный заезд | Отборочный заезд | Четвертьфинал | Четвертьфинал | Четвертьфинал | Полуфинал     | Полуфинал     | Полуфинал     | Финал   | Финал   | Итоговое место |
| Соревнование  | Спортсмены                  | Заезд                 | Время                 | Место                 | Заезд            | Время            | Место            | Заезд         | Время         | Место         | Заезд         | Время         | Место         | Время   | Место   | Итоговое место |
| ------------- | --------------------------- | --------------------- | --------------------- | --------------------- | ---------------- | ---------------- | ---------------- | ------------- | ------------- | ------------- | ------------- | ------------- | ------------- | ------- | ------- | -------------- |
| одиночки      | Питер Хардкасл              | 5                     | 7:17,74               | 2 Q                   | не проводится    | не проводится    | не проводится    | 3             | 7:00,09       | 3 Q           | Полуфинал A/B | Полуфинал A/B | Полуфинал A/B | Финал B | Финал B | 12             |
| одиночки      | Питер Хардкасл              | 5                     | 7:17,74               | 2 Q                   | не проводится    | не проводится    | не проводится    | 3             | 7:00,09       | 3 Q           | 1             | 7:32,79       | 6             | 7:27,34 | 6       | 12             |
| двойки        | Дрю Гинн Дункан Фри         | 2                     | 6:41,15               | 1 Q                   | не участвовали   | не участвовали   | не участвовали   | не проводится | не проводится | не проводится | 2             | 6:34,29       | 1 QA          | Финал A | Финал A | 1              |
| двойки        | Дрю Гинн Дункан Фри         | 2                     | 6:41,15               | 1 Q                   | не участвовали   | не участвовали   | не участвовали   | не проводится | не проводится | не проводится | 2             | 6:34,29       | 1 QA          | 6:37,44 | 1       | 1              |
| двойки парные | Дэвид Кроушей Скотт Бреннан | 3                     | 6:21,39               | 1 Q                   | не участвовали   | не участвовали   | не участвовали   | не проводится | не проводится | не проводится | 1             | 6:21,50       | 1 QA          | Финал A | Финал A | 1              |
| двойки парные | Дэвид Кроушей Скотт Бреннан | 3                     | 6:21,39               | 1 Q                   | не участвовали   | не участвовали   | не участвовали   | не проводится | не проводится | не проводится | 1             | 6:21,50       | 1 QA          | 6:27,77 | 1       | 1              |

### Лёгкая атлетика
Мужчины
| Дисциплина                  | Спортсмен | Предварительный раунд | Предварительный раунд | Предварительный раунд | Четвертьфиналы | Четвертьфиналы | Четвертьфиналы | Полуфиналы    | Полуфиналы    | Полуфиналы    | Финал     | Финал |
| Дисциплина                  | Спортсмен | Забег                 | Результат             | Место                 | Забег          | Результат      | Место          | Забег         | Результат     | Место         | Результат | Место |
| --------------------------- | --------- | --------------------- | --------------------- | --------------------- | -------------- | -------------- | -------------- | ------------- | ------------- | ------------- | --------- | ----- |
| 3000 метров с препятствиями | Юсеф Абди | 2                     | 8:17,97               | 6 (q)                 | Не проводится  | Не проводится  | Не проводится  | Не проводится | Не проводится | Не проводится | 8:16,37   | 6     |